# Championnat de Suisse de football 1905-1906
Navigation
Édition précédente Édition suivante
La 9e édition du championnat de Suisse de football est remportée par le FC Winterthur.
Le Servette FC termine deuxième. Le BSC Young Boys complète le podium.
Le championnat est divisé en trois groupes régionaux. Les premiers de chaque groupe sont qualifiés pour la phase finale décidant du champion. 

## Les clubs de l'édition 1905-1906
| Club                    | Ville             |
| ----------------------- | ----------------- |
| Blue Stars Saint-Gall   | Saint-Gall        |
| BSC Old Boys            | Bâle              |
| BSC Young Boys          | Berne             |
| FC Bâle                 | Bâle              |
| FC Berne                | Berne             |
| FC Genève               | Genève            |
| FC La Chaux-de-Fonds    | La Chaux-de-Fonds |
| FC Saint-Gall           | Saint-Gall        |
| FC Winterthur           | Winterthour       |
| FC Zurich               | Zurich            |
| Grasshopper-Club Zurich | Zurich            |
| Kickers Zurich          | Zurich            |
| Montriond Lausanne      | Lausanne          |
| Servette FC             | Genève            |
| Young Fellows Zurich    | Zurich            |

## Compétition

### Résultats
Le classement est établi sur le barème de points classique (victoire à 2 points, match nul à 1, défaite à 0).

#### Groupe Ouest
| Rang | Équipe               | Pts | J | G | N | P | Bp | Bc | Diff |
| ---- | -------------------- | --- | - | - | - | - | -- | -- | ---- |
| 1    | Servette FC          | 10  | 6 | 4 | 2 | 0 | 17 | 5  | +12  |
| 2    | Montriond Lausanne   | 8   | 6 | 3 | 2 | 1 | 16 | 7  | +9   |
| 3    | FC La Chaux-de-Fonds | 6   | 6 | 3 | 0 | 3 | 15 | 9  | +6   |
| 4    | FC Genève            | 0   | 6 | 0 | 0 | 6 | 5  | 32 | -27  |

|  | Qualification pour la phase finale |

#### Groupe Centre
| Rang | Équipe         | Pts | J | G | N | P | Bp | Bc | Diff |
| ---- | -------------- | --- | - | - | - | - | -- | -- | ---- |
| 1    | BSC Young Boys | 9   | 6 | 3 | 3 | 0 | 20 | 12 | +8   |
| 2    | FC Berne       | 7   | 6 | 3 | 1 | 2 | 13 | 12 | +1   |
| 3    | BSC Old Boys   | 4   | 6 | 1 | 2 | 3 | 8  | 11 | -3   |
| 4    | FC Bâle        | 4   | 6 | 2 | 0 | 4 | 11 | 17 | -6   |

|  | Qualification pour la phase finale |

#### Groupe Est

##### Groupe Est I
| Rang | Équipe                  | Pts | J | G | N | P | Bp | Bc | Diff |
| ---- | ----------------------- | --- | - | - | - | - | -- | -- | ---- |
| 1    | FC Zurich               | 10  | 6 | 4 | 2 | 0 | 15 | 4  | +11  |
| 2    | Grasshopper-Club Zurich | 5   | 6 | 2 | 1 | 3 | 10 | 12 | -2   |
| 3    | Young Fellows Zurich    | 4   | 6 | 2 | 1 | 3 | 10 | 15 | -5   |
| -    | Kickers Zurich          | 4   | 6 | 1 | 2 | 3 | 11 | 15 | -4   |

|  | Qualification pour la finale régionale |

##### Groupe Est II
| Rang | Équipe            | Pts | J | G | N | P | Bp | Bc | Diff |
| ---- | ----------------- | --- | - | - | - | - | -- | -- | ---- |
| 1    | FC Winterthur     | 7   | 4 | 3 | 1 | 0 | 15 | 6  | +9   |
| 2    | FC Saint-Gall     | 5   | 4 | 2 | 1 | 1 | 12 | 9  | +3   |
| 3    | Blue Stars Zurich | 0   | 4 | 0 | 0 | 4 | 1  | 13 | -12  |

|  | Qualification pour la finale régionale |

##### Finale régionale
Le barrage oppose les leaders des groupes Est I et II que sont le FC Zurich et le FC Winterthur pour une place en phase finale. 
| Équipe 1      | Résultat | Équipe 2  |
| ------------- | -------- | --------- |
| FC Winterthur | 5 - 0    | FC Zurich |

|  | Qualification pour la phase finale |

#### Phase finale
Matchs
| Équipe 1      | Résultat | Équipe 2       | Date          | Lieu     |
| ------------- | -------- | -------------- | ------------- | -------- |
| FC Winterthur | 4 - 2    | Servette FC    | 22 avril 1906 | Berne    |
| Servette FC   | 4 - 1    | BSC Young Boys | 7 mai 1906    | Lausanne |
| FC Winterthur | 5 - 2    | BSC Young Boys | 14 mai 1906   | Zurich   |

Classement
| Rang | Équipe         | Pts | J | G | N | P | Bp | Bc | Diff |
| ---- | -------------- | --- | - | - | - | - | -- | -- | ---- |
| 1    | FC Winterthur  | 4   | 2 | 2 | 0 | 0 | 9  | 4  | +5   |
| 2    | Servette FC    | 2   | 2 | 1 | 0 | 1 | 6  | 5  | +1   |
| 3    | BSC Young Boys | 0   | 2 | 0 | 0 | 2 | 3  | 9  | -6   |

|  | Champion de Suisse |

## Bilan de la saison
| Tableau d'Honneur                 |               |
| Compétition                       | Vainqueur     |
| Championnat de Suisse de football | FC Winterthur |